# Olimpiisky Indoor Arena
La Olimpiisky Indoor Arena (en russe : Спорти́вный ко́мплекс Олимпи́йский) est une arena située à Moscou (Russie), construite à l'occasion des Jeux olympiques d'été de 1980.
L'édifice est si vaste que 80 000 personnes[réf. nécessaire] peuvent occuper son espace. Lorsque des événements sportifs d'intérieur (basket-ball, tennis, etc.) sont organisées, seulement 1/4 de la surface est utilisée. La capacité dans cette configuration peut varier entre 10 000 et 16 000 places.
L'arena est démolie en 2020 pour être reconstruite totalement.

## Histoire
Conçu par l’architecte Mikhaïl Possokhine, le Olimpiisky a été construit pour les Jeux olympiques d'été de 1980 durant lequel il a accueilli les tournois de basket-ball et de boxe.
Lors de son inauguration, il était le plus grand complexe au monde de ce type. Il est aujourd'hui la quatrième plus grande salle omnisports au monde et la seconde plus grande salle de spectacle d'Europe, derrière la Paris La Défense Arena de Nanterre (en France).

## Description
Partie du Olimpiisky Sports Complex, il constitue un ensemble architectural avec un autre bâtiment, construit en même temps, la piscine olympique.
Un trait distinctif du bâtiment est la possibilité de séparer la salle en deux parties autonomes. Durant les XXIIes Jeux olympiques de Moscou, 17 000 spectateurs purent assister au tournoi de basket-ball sur le côté sud, tandis qu'au nord 18 000 personnes assistaient à la boxe (soit 35 000 personnes pour les 2 évènements).

## Événements
- Basket-ball aux Jeux olympiques d'été de 1980
- Boxe aux Jeux olympiques d'été de 1980
- Tournoi de tennis de Moscou
- Space (groupe) Didier Marouani 1983
- Concerts de Patricia Kaas les 15,16, 17, 18 juin 1990, les 26, 27, 28 novembre 1991 et les 27, 28 septembre 1994
- Coupe Davis 1994
- Coupe Davis 1995
- Mylène Farmer, les 4 et 5 mars 2000 durant sa tournée (Mylenium Tour de Mylène Farmer)
- Concerts de Deep Purple en 1998, 2002, 2004, 2006, 2008, 2011, 2012, 2013, 2016, 2018
- FIBA EuroStars, 28 décembre 1999
- Final Four de l'Euroligue de basket-ball 2004-2005
- Coupe Davis 2006
- Championnat d'Europe de volley-ball masculin 2007
- Concours Eurovision de la chanson 2009[2]
- Mylène Farmer, le 1er juillet 2009 durant sa tournée (Tour 2009 de Mylène Farmer) et le 1er novembre 2013 durant Timeless 2013.
- Concert de Britney Spears pour son Femme Fatale Tour, le 24 septembre 2011
- Concert de Paul McCartney lors de sa tournée On the Run Tour le 14 décembre 2011, jouant plus de 35 chanson en 3 heures
- Concert de Madonna, dans le cadre de sa tournée The MDNA Tour, le 7 août 2012
- Concert de Lady Gaga dans le cadre de son Born This Way Ball, le 12 décembre 2012

## Galerie
|      |
| 2021 |

|                          |
| Vue extérieure, en 2012. |

|                                                  |
| Vue intérieure pour la Coupe du Kremlin WTA 2005 |

|                                                    |
| Le court central pour la Coupe du Kremlin ATP 2009 |